# Hygrocybe viridis
Hygrocybe viridis är en svampart som beskrevs av Capelari & Maziero 1988. Hygrocybe viridis ingår i släktet Hygrocybe och familjen Hygrophoraceae.   Inga underarter finns listade i Catalogue of Life.